# 1902 في سويسرا
فيما يلي قوائم الأحداث التي وقعت خلال عام 1902 في سويسرا.

## سياسة

### تعيين في المنصب
- 1 ديسمبر – يوجين هوبر عضو المجلس الوطني السويسري.

## مواليد

### مارس
- 3 مايو – مارسيل جيه. إي. غولي

### مايو
- 3 مايو – مارسيل جيه. إي. غولي

### ديسمبر
- 24 ديسمبر – والتر ديتريش لاعب كرة قدم.

## وفيات

### مارس
- 19 مارس – تشارلز ريو (مواليد 1820)